# Françoise Masnou-Seeuws
Françoise Masnou-Seeuws est une physicienne française, spécialiste des molécules ultrafroides. Françoise Masnou-Seeuws a obtenu un doctorat en physique à l'Université Paris-Diderot en 1973 (titre de sa thèse : « Transitions de structure fine par collisions atome-atome et ion-atome : application a l'étude de la dépolarisation des raies d du sodium par collisions avec de l'hélium »). Par la suite, elle devient directrice de recherche au Centre national de la recherche scientifique au Laboratoire Aimé-Cotton à Orsay,.

## Prix et distinctions
En 2006, Françoise Masnou-Seeuws reçoit le Prix Jaffé de l'Institut de France et de l'Académie des sciences, « pour ses recherches sur la photoassociation qui est un processus de liaison, par laser, d'atomes ultra-froids en molécules ». La même année, elle est élue membre de l'American Physical Society (APS), après une nomination de la division de physique atomique, moléculaire et optique de l'APS« pour le développement et l'application de procédures originales dans les calculs de haute précision des propriétés des molécules diatomiques et la création de molécules ultra-froides par photoassociation d'atomes ultra-froids ».